# Sazilly
Sazilly é uma comuna francesa na região administrativa do Centro, no departamento Indre-et-Loire. Estende-se por uma área de 10,64 km². Em 2010 a comuna tinha 247 habitantes (densidade: 23,2 hab./km²).